# Louis Boermeester
Louis Boermeester (Amsterdam, 12 januari 1908 – Ede, 2 november 1992) was een Nederlandse glazenier, schilder en tekenaar.

## Leven en werk
Boermeester was een zoon van Gerardus Boermeester (1882-1968) en Christina van der Pen (1884-1983). Hij werd opgeleid aan de afdeling grafiek van de kunstnijverheidsschool Quellinus (1921-1924), maar maakte de opleiding niet af. Hij ging aan de slag als volontair bij de Haarlemse drukkerij Joh. Enschedé, waar hij waardepapieren ontwierp. Hij werkte vervolgens een aantal jaren als glazenier op het atelier van Willem Bogtman (1927-1931). In 1931 pakte hij de studie weer op, aan de Rijksakademie van beeldende kunsten volgde hij de richting monumentale schilderkunst en kreeg les van onder anderen Rik Roland Holst en Heinrich Campendonk. Boermeester haalde in 1933 de tweede plaats bij de Willink van Collenprijs en kreeg in 1935 en 1937 een accessit. In zijn eindexamenjaar (1936) dong hij mee naar de Prix de Rome, in 1948 ontving hij de Haagse Vrouwe Vigeliusprijs.
Tijdens de Tweede Wereldoorlog was Boermeester actief in het verzet. Hij verborg onderduikers in zijn atelier en bij zijn ouders in huis en vervalste (waarde)papieren. Hij ontving met zijn ouders in 1977 de Yad Vashem-onderscheiding.
In 1952 emigreerde Boermeester naar New York en woonde vervolgens afwisselend in Nederland en de Verenigde Staten tot hij zich in 1972 weer in Amsterdam vestigde. Na zijn terugkeer legde hij zich vooral toe op het schilderen (aquarel) en tekenen (pastel) van portretten en religieuze onderwerpen.

## Werken (selectie)
- 1946 Gedenkramen in het gemeentehuis (Bolsward)
- 1950 Gedenkramen in het Academiegebouw (Leiden)
- 1955 Gedenkramen in de Martinikerk (Bolsward)
- 1984 drie ramen in de Hervormde kerk van Kockengen
- 1985 raam Ark van Noach in de Bavokerk, Haarlem
- Jubileumraam bij Koninklijke Joh. Enschedé in Haarlem
- Kruiswegstaties voor kerken in Sacramento en Manilla

## Afbeeldingen

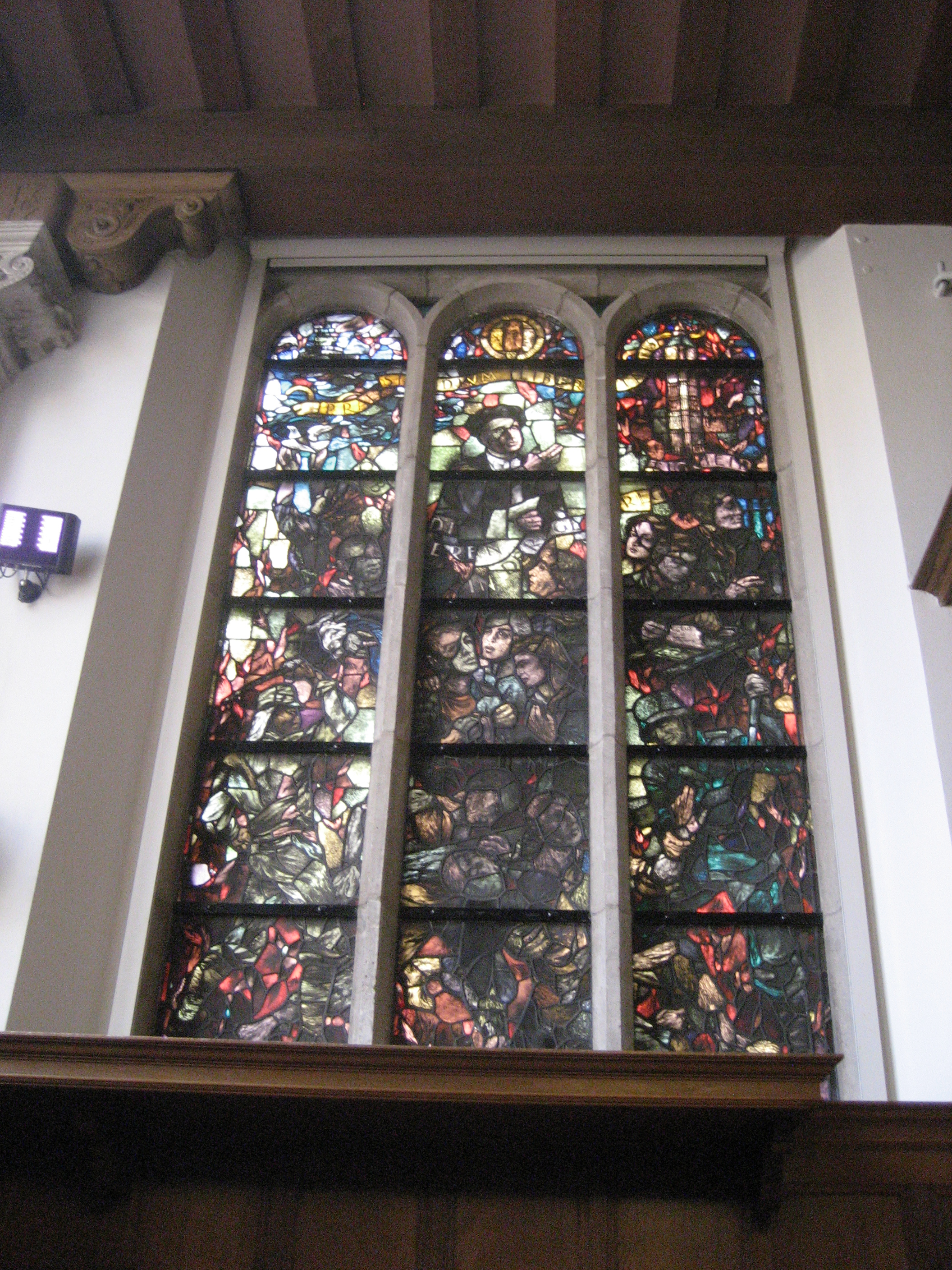
Academiegebouw, Leiden (1950)
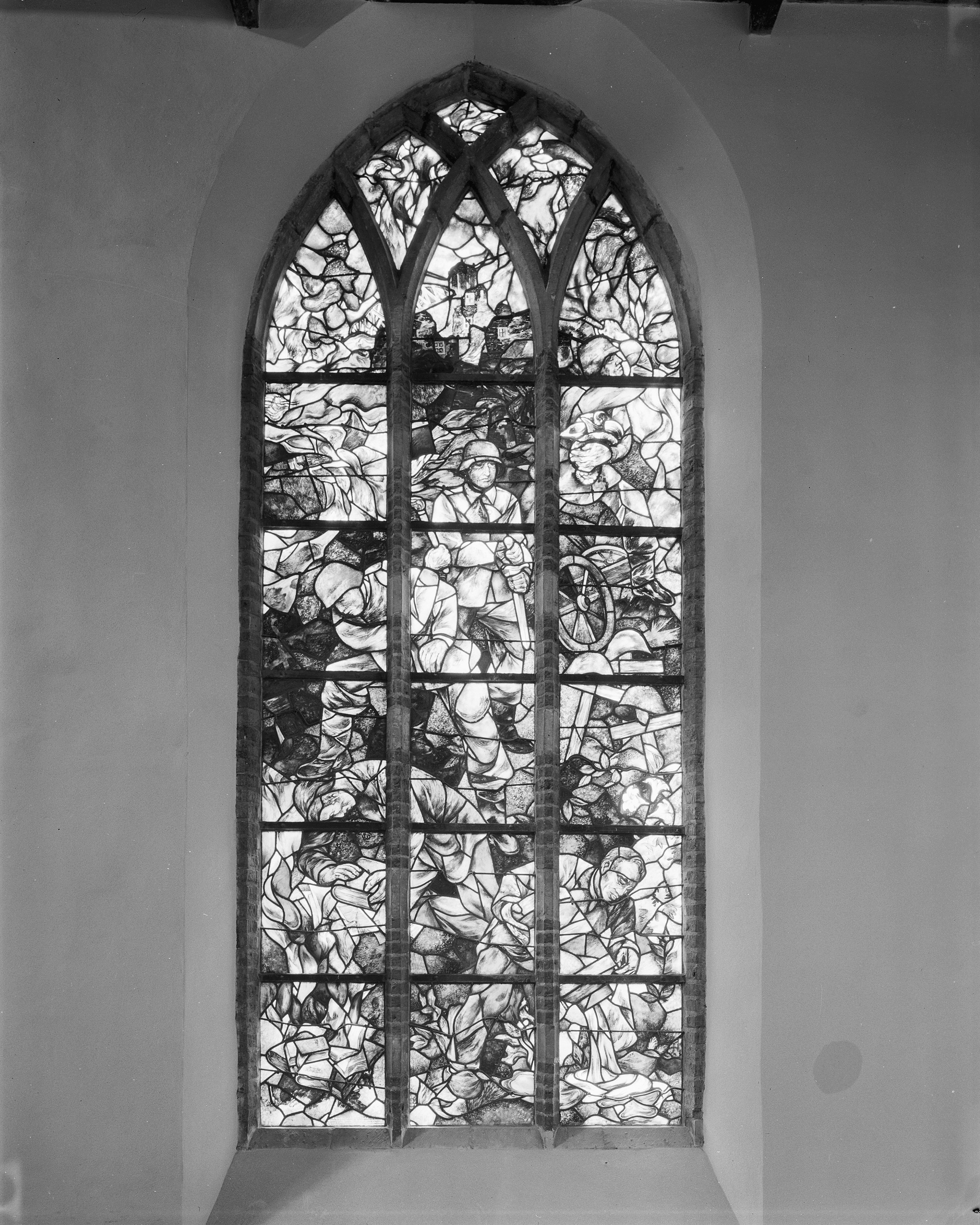
Martinikerk, Bolsward (1955)
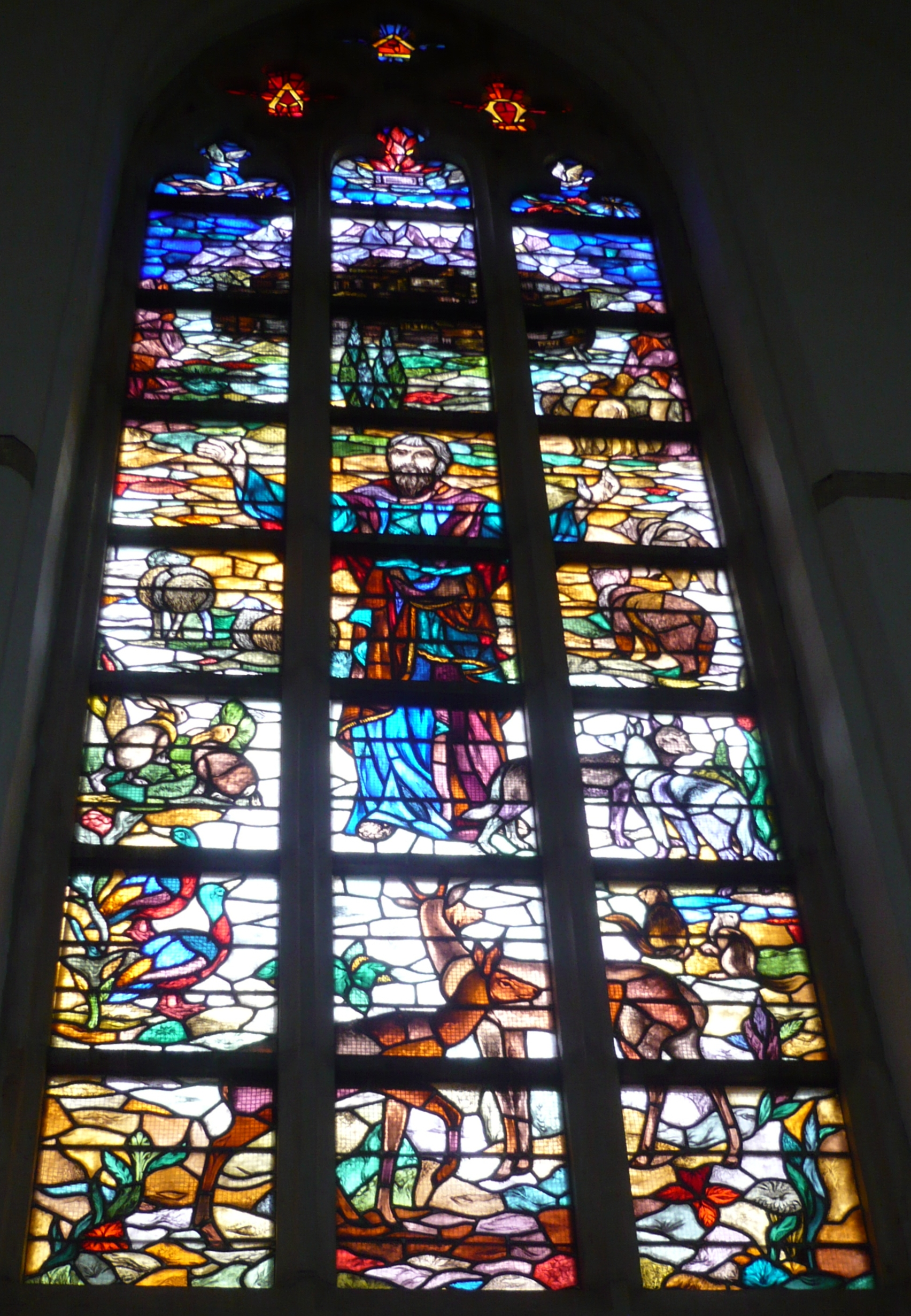
Bavokerk, Haarlem (1985)

- Biografisch Portaal: 12082257
- RKD-Nederlands Instituut voor Kunstgeschiedenis: 9807